# Wallace F. Bennett

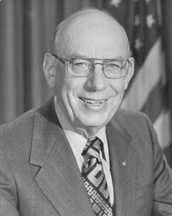
Wallace Bennett

Wallace Foster Bennett, född 13 november 1898 i Salt Lake City, död 19 december 1993 i Salt Lake City, var en amerikansk republikansk politiker. Han representerade delstaten Utah i USA:s senat 1951-1974. Han var far till Robert Bennett.
Bennett studerade vid University of Utah och deltog i första världskriget i USA:s armé. Han arbetade som rektor i en high school och senare som affärsman. Han var 1949 ordförande för National Association of Manufacturers.
Bennett besegrade den sittande senatorn Elbert D. Thomas i senatsvalet 1950. Han omvaldes 1956, 1962 och 1968. Han ställde inte upp för omval i senatsvalet 1974. Bennett avgick några dagar före den fjärde mandatperiodens slut och efterträddes i december 1974 som senator av Jake Garn.
Bennett var även psalmförfattare. Han skrev texten till God of Power, God of Right som togs med i Hymns of The Church of Jesus Christ of Latter-day Saints, den år 1985 publicerade officiella psalmboken av Jesu Kristi Kyrka av Sista Dagars Heliga. Bennett skrev dessutom böckerna Faith and Freedom (1950) och Why I Am A Mormon (1958).
Bennett avled 1993 och gravsattes på Salt Lake City Cemetery.